# Violences de Koufra de 2008
Les violences de Koufra est une insurrection armée qui a commencé en 2008 dans la région de Koufra, en Libye, entre la faction pro-Toubou du Front toubou pour le salut de la Libye (TFSL) et le gouvernement libyen.

## Contexte
Après un coup d'État réussi mené par Mouammar Kadhafi en 1969, la république est établie ; Tout comme le président égyptien Gamal Abdel Nasser, Kadhafi décide d'arabiser le pays. Quelques mois plus tard, une loi est adoptée qui fait de la Libye un État arabe et remplace la constitution de 1951. Dans la constitution de 1951, « les Libyens sont égaux devant la loi » et « jouiront des droits civils et politiques égaux sans distinction de religion, de croyance, de race, de langue, de parenté ou d'opinion politique ou sociale ». Depuis lors, l'arabe devient la seule langue officielle de la Libye ; les autres langues et cultures des groupes minoritaires comme les peuples Awjila, Ghat, Ghadamès, Hun, Berbères, Jalo, Toubous, Socra et Zouara n'avaient pas leur place dans le pays. Surtout les tribus berbères et toubous, qui ont été persécutées et harcelées par le régime. 
Jusqu'en août 2007, une loi polémique interdisait aux femmes Imazighen de donner à leurs enfants un nom Imazighen. Les enfants d'âge scolaire ont également été contraints d'adopter un nom arabe avant de pouvoir s'inscrire à l'école.

## Conflit
Les violences commencent début novembre 2008 lorsque le gouvernement libyen déchoit de leur citoyenneté les membres de l'ethnie touboue, affirmant que leurs dirigeants s'étaient rangés du côté de leur rival tchadien. Les affrontements commencent lorsque TFSL incendie le bureau d'un gouvernement local. À la suite de l'incident, le gouvernement a dépêché des unités de l'armée et des hélicoptères dans la région, assiégeant Koufra. Les affrontements cessent à la mi-novembre lorsque les deux parties sont convenus d'un cessez-le-feu. Le 20 novembre 2008, une réunion tribale touboue avec des responsables libyens s'est tenue à Koufra pour mettre fin aux violences. L'insurrection fait entre onze et trente morts et plus d'une centaine de blessés,,.